# Жепішев-Кольонія
Жепішев-Кольонія (пол. Rzepiszew-Kolonia) — село в Польщі, у гміні Шадек Здунськовольського повіту Лодзинського воєводства.
У 1975-1998 роках село належало до Серадзького воєводства.